# Geodena cynocephala
Geodena cynocephala là một loài bướm đêm trong họ Geometridae.